# Юдін Сергій Олександрович
Сергій Олександрович Юдін (рос. Сергей Александрович Юдин; нар. 10 червня 1986, Новосибірськ) – російський шахіст, гросмейстер від 2009 року.

## Шахова кар'єра
Неодноразово брав участь в чемпіонаті Росії серед юніорів у різних вікових категоріях. 2003 року поділив 2-ге місце (позаду Андрія Бєлозьорова, разом із, зокрема, Дмитром Бочаровим) в одному з відбіркових турнірів Кубка Росії, який відбувся в Томську. 2004 року представляв Росію на чемпіонаті Європи та світу серед юніорів у категорії до 18 років. 2006 року поділив 1-ше місце (разом із, зокрема, Антоном Шомоєвим) в Новокузнецьку, а також виконав першу гросмейстерську норму, під час меморіалу Михайла Чигоріна в Санкт-Петербурзі. Ще дві норми виконав у Нижньому Тагілі (2008, посів 1-ше місце) і Москві (2009). 2009 року переміг на турнірі за швейцарською системою в Іркутську.
Найвищий рейтинг Ело в кар'єрі мав станом на 1 липня 2009 року, досягнувши 2599 очок займав тоді 43-тє місце серед російських шахістів.